# Bucculatrix alpina
Bucculatrix alpina is een vlinder uit de familie ooglapmotten (Bucculatricidae). De wetenschappelijke naam is voor het eerst geldig gepubliceerd in 1870 door Frey.
De soort komt voor in Europa.